# Mentawaï (langue)
Pour les articles homonymes, voir Mentawaï.
Le mentawaï est une langue austronésienne parlée en Indonésie, dans les îles Mentawaï. La langue appartient à la branche malayo-polynésienne des langues austronésiennes.

## Localisation géographique
Le mentawaï est parlé dans les Îles Mentawaï par la population du même nom. 

## Classification
Le mentawaï fait partie des langues sumatra du Nord-Ouest qui sont un des sous-groupes du malayo-polynésien occidental.

## Phonologie
Les tableaux présentent la phonologie du mentawaï.

### Voyelles
|         | Antérieure | Centrale | Postérieure |
| ------- | ---------- | -------- | ----------- |
| Fermée  | i [i]      |          | u [u]       |
| Moyenne | e [e]      |          | o [o]       |
| Ouverte |            | a [a]    |             |

### Consonnes
|              |              | Bilabiales | Alvéolaires | Dorsales | Dorsales | Glottales |
| ------------ | ------------ | ---------- | ----------- | -------- | -------- | --------- |
| Palatales    | Vélaires     | Bilabiales | Alvéolaires |          |          | Glottales |
| Occlusives   | Sourde       | p [p]      | t [t]       |          | k [k]    | ʔ [ʔ]     |
| Occlusives   | Sonore       | b [b]      | d [d]       |          | g [g]    |           |
| Fricative    | Fricative    |            | s [s]       |          |          | h [h]     |
| Affriquée    | Sourde       |            |             | c [t͡ʃ]   |          |           |
| Affriquée    | Sonore       |            |             | j [d͡ʒ]   |          |           |
| Nasale       | Nasale       | m [m]      | n [n]       | ñ [ɲ]    | ŋ [ŋ]    |           |
| liquide      | liquide      |            | l [l]       |          |          |           |
| roulée       | roulée       |            | r [r]       |          |          |           |
| semi-voyelle | semi-voyelle | w [w]      |             | y [j]    |          |           |

## Sources
- (en) Adelaar, Alexander, The Austronesian Languages of Asia and Madagascar: A Historical Perspective, The Austronesian Languages of Asia and Madagascar, pp. 1-42, Routledge Language Family Series, Londres, Routledge, 2005,  (ISBN 0-7007-1286-0)
- (en) Nothofer, Bernd, The Barrier Island Languages in the Austronesian Language Family, Focal II: Papers From the Fourth International Conference on Austronesian Linguistics, pp. 87-109, Pacific Linguistics, Series C no 94, Canberra, Research School of Pacific and Asian Studies, The Australian National University, 1986.